# Castilruiz

Umístění obce v provincii Soria

Castilruiz je španělská obec v Sorii v autonomním společenství Kastilie a León. Nachází se zde kostel sv. Mikuláše z Bari z 15. století.